# Grand-Prix-Europameisterschaft
Die Grand-Prix-Europameisterschaft für Rennfahrer war die bedeutendste Meisterschaft im Automobilsport vor dem Zweiten Weltkrieg.
Die Automobilmeisterschaft wurde zwischen 1931 und 1939 ausgetragen, basierend auf den Resultaten ausgewählter Grand-Prix-Rennen, den sogenannten Grandes Épreuves, jeweils eines für jedes Land, jedes das jeweils bedeutendste Grand-Prix-Rennen in dem Land.

## Veranstaltungen
| Jahr      | Grandes Épreuves |
| --------- | --- |
| 1931      | Großer Preis von Italien (Monza), Großer Preis des ACF (Montlhéry), Großer Preis von Belgien (Spa-Francorchamps) |
|           | |
| 1932      | Großer Preis von Italien (Monza), Großer Preis des ACF (Reims-Gueux), Großer Preis von Deutschland (Nürburgring) |
|           | |
| 1933–1934 | keine Europameisterschaft ausgeschrieben |
|           | |
| 1935      | Großer Preis von Monaco (Monaco), Großer Preis des ACF (Montlhéry), Großer Preis von Belgien (Spa-Francorchamps), Großer Preis von Deutschland (Nürburgring), Großer Preis der Schweiz (Bremgarten), Großer Preis von Italien (Monza), Großer Preis von Spanien (San Sebastián) |
|           | |
| 1936      | Großer Preis von Monaco (Monaco), Großer Preis von Deutschland (Nürburgring), Großer Preis der Schweiz (Bremgarten), Großer Preis von Italien (Monza) |
|           | |
| 1937      | Großer Preis von Belgien (Spa-Francorchamps), Großer Preis von Deutschland (Nürburgring), Großer Preis von Monaco (Monaco), Großer Preis der Schweiz (Bremgarten), Großer Preis von Italien (Livorno)                                                                           |
|           | |
| 1938      | Großer Preis des ACF (Reims-Gueux), Großer Preis von Deutschland (Nürburgring), Großer Preis der Schweiz (Bremgarten), Großer Preis von Italien (Monza) |
|           | |
| 1939      | Großer Preis von Belgien (Spa-Francorchamps), Großer Preis des ACF (Reims-Gueux), Großer Preis von Deutschland (Nürburgring), Großer Preis der Schweiz (Bremgarten) |

## Reglement
Das Reglement der Commission Sportive Internationale (CSI) für die Saison 1931 sah vor, dass die Rennen jeweils eine Mindestdauer von zehn Stunden hatten. Für die Grandes Épreuves mussten deshalb immer zwei Piloten pro Fahrzeug gemeldet werden. Weiterhin kam die Formula Libre zur Anwendung, die keine Restriktionen hinsichtlich Motorgröße, Fahrzeuggewicht, Kraftstoffverbrauch und -zusammensetzung machte. Die Wagen mussten zweisitzig mit einer Mindestbreite von 100 cm sein. Es durfte nur ein Fahrer und kein Copilot oder Mechaniker an Bord sein, Fahrerwechsel waren nur in den Boxen erlaubt. Während der Boxenstopps durften neben dem Piloten nur zwei Mechaniker am Fahrzeug arbeiten.
Für die Saison 1932 wurde das Reglement nur minimal geändert. Die Dauer der Grandes Épreuves wurde von mindestens zehn auf maximal fünf Stunden verringert, da die zu langen Rennen unter Fahrern wie Zuschauern auf große Ablehnung gestoßen waren. Außerdem durften nun auch Monoposti mit einer Mindestbreite von 80 cm eingesetzt werden.

## Punktewertung
Die Wertung der Europameisterschaft basierte auf einem System, bei dem die Fahrer auf den ersten drei Plätzen die Punktzahl bekamen, die ihrem Platz entsprach. Auf den folgenden Plätzen wurden von vier bis sieben Punkte vergeben, je nachdem wie weit der Fahrer im Rennen gekommen war. Acht Punkte gab es dafür, wenn ein Fahrer an einem Rennen nicht teilgenommen hatte. Am Ende der Saison war der Fahrer Europameister, der am wenigsten Punkte hatte.
- Sieger – 1 Punkt
- Zweiter – 2 Punkte
- Dritter – 3 Punkte
- Vierter und alle weiteren Fahrer, die mindestens drei Viertel der Renndistanz zurückgelegt hatten – 4 Punkte
- Alle Fahrer, die mindestens die Hälfte der Renndistanz zurückgelegt hatten – 5 Punkte
- Alle Fahrer, die mindestens ein Viertel der Renndistanz zurückgelegt hatten – 6 Punkte
- Alle Fahrer, die weniger als ein Viertel der Renndistanz zurückgelegt hatten – 7 Punkte
- Alle Fahrer, die an dem Rennen nicht teilgenommen hatten – 8 Punkte

Ein Fahrer konnte nur Punkte für ein Auto erhalten, mit dem er ein Rennen gestartet hatte. Diese Regelung war wichtig, da es zur damaligen Zeit nicht unüblich war, dass sich mehrere Fahrer auf einem Rennwagen abwechselten.

## Europameisterschafts-Resultate
| Jahr      | Europameister                            | Zweiter                                  | Dritter                                                      |
| --------- | ---------------------------------------- | ---------------------------------------- | ------------------------------------------------------------ |
| 1931      | Ferdinando Minoia (Alfa Romeo)           | Giuseppe Campari (Alfa Romeo)            | Albert Divo / Guy Bouriat (Bugatti)                          |
| 1931      | 9 Punkte                                 | 9                                        | 12                                                           |
|           |                                          |                                          |                                                              |
| 1932      | Tazio Nuvolari (Alfa Romeo)              | Baconin Borzacchini (Alfa Romeo)         | Rudolf Caracciola (Alfa Romeo)                               |
| 1932      | 4                                        | 8                                        | 9                                                            |
|           |                                          |                                          |                                                              |
| 1933–1934 | keine Europameisterschaft ausgeschrieben | keine Europameisterschaft ausgeschrieben | keine Europameisterschaft ausgeschrieben                     |
|           |                                          |                                          |                                                              |
| 1935      | Rudolf Caracciola (Mercedes-Benz)        | Luigi Fagioli (Mercedes-Benz)            | Manfred von Brauchitsch (Mercedes-Benz)                      |
| 1935      | 17                                       | 22                                       | 34                                                           |
|           |                                          |                                          |                                                              |
| 1936      | Bernd Rosemeyer (Auto Union)             | Hans Stuck (Auto Union)                  | Tazio Nuvolari (Alfa Romeo)                                  |
| 1936      | 10                                       | 15                                       | 17                                                           |
|           |                                          |                                          |                                                              |
| 1937      | Rudolf Caracciola (Mercedes-Benz)        | Manfred von Brauchitsch (Mercedes-Benz)  | Hermann Lang (Mercedes-Benz) Christian Kautz (Mercedes-Benz) |
| 1937      | 13                                       | 15                                       | 19                                                           |
|           |                                          |                                          |                                                              |
| 1938      | Rudolf Caracciola (Mercedes-Benz)        | Manfred von Brauchitsch (Mercedes-Benz)  | Hermann Lang (Mercedes-Benz)                                 |
| 1938      | 8                                        | 15                                       | 17                                                           |
|           |                                          |                                          |                                                              |
| 19391     | Hermann Paul Müller (Auto Union)         | Hermann Lang (Mercedes-Benz)             | Rudolf Caracciola (Mercedes-Benz)                            |
| 19391     | 12                                       | 14                                       | 17                                                           |

Anmerkung1: Saison abgebrochen; Punktestand nach dem Großen Preis der Schweiz.
Erläuterung: Nach dem Ausbruch des Zweiten Weltkrieges 1939 wurde die Saison nicht mehr fortgeführt, die veranstaltende internationale Organisation AIACR-Ehrentitel Großer Preis von Europa. AIACR trat nicht mehr zusammen und der offizielle Titel Europameister 1939 wurde nicht vergeben. 
Im Dezember 1939 erklärte die ONS, die Oberste Nationale Sportbehörde Deutschlands, Hermann Lang zum Europameister. Nach dem Punktesystem, das 1935 bis 1938 verwendet wurde, hatte allerdings Hermann Paul Müller weniger Punkte und wäre damit Europameister gewesen (Damals gab es für bessere Plätze weniger Punkte, und Müller hätte 12 gegenüber Langs 14 Punkten gehabt). Während der Saison wurde jedoch ein neues Punktesystem diskutiert, das dem in der Formel 1 nach 1950 verwendeten ähnelte, und nach diesem hatte Lang 23 Punkte. Warum die Nationalsozialisten das neue Punktesystem verwendeten und ob sie Lang gegenüber Müller bevorzugen wollten, ist bis heute nicht geklärt. Wahrscheinlich liegt es daran, dass Hermann Lang in dieser Saison der dominierende Fahrer war, der neben den für die Europameisterschaft zählenden Grand Prix noch mehrere weitere Grand Prix sowie Bergrennen gewann, während H. P. Müller nur ein einziges Rennen gewinnen konnte.